# Lothar Groß (Historiker)
Lothar Groß (* 13. September 1887 auf Schloss Heraletz, Böhmen; † 31. Mai 1944 in Wien) war ein österreichischer Historiker und Archivar.

## Leben und Wirken
Lothar Groß studierte nach seiner Schulzeit an Gymnasien in Prag und Wien ab 1905 Geschichte und Geographie an der Universität Wien. Dort promovierte er 1909 mit einer Arbeit „Zur Geschichte der Bischöfe von Passau 1065–1172“. Im gleichen Jahr legte er am Institut für Österreichische Geschichtsforschung seine Staatsprüfung ab. Kurze Zeit war er Mitarbeiter an der Edition der Regesta Habsburgica. Ab 1910 begann seine Tätigkeit als Archivar, zunächst am Archiv für Niederösterreich in Wien (1910 bis 1912), dann ab 1912 am Haus-, Hof- und Staatsarchiv Wien. 1932 wurde er stellvertretender Leiter des Archivamtes und Archivreferats beim Bundeskanzleramt. 1933 wurde er zum Hofrat ernannt, 1935 zum Generalstaatsarchivar.
Im Jahre 1922 hatte sich Groß habilitiert und lehrte als Privatdozent, seit 1927 als außerordentlicher Professor für Mittelalterliche Geschichte und Historische Hilfswissenschaften an der Universität Wien. Von 1930 bis 1938 war er Schriftleiter der „Historischen Blätter“. Zu seinen wissenschaftlichen Arbeiten gehören insbesondere Akteneditionen bzw. Repertorien aus seiner archivarischen Tätigkeit in Wien.

## Schriften
- Über das Urkundenwesen der Bischöfe von Passau im 12. und 13. Jahrhundert. In: Mitteilungen des Instituts für Österreichische Geschichtsforschung, Erg.-Bd. 8,2 (1911), S. 505–673.
- Beiträge zur städtischen Vermögensstatistik des 14. und 15. Jahrhunderts in Österreich (= Forschungen zur inneren Geschichte Österreichs, H. 10). Wagner, Innsbruck 1913.
- Zur Frage der Wiener Erbbürger. In: Mitteilungen des Vereins für Geschichte der Stadt Wien, Bd. 1 (1919), S. 27–43.
- Ein Fragment eines Registers Karls IV. aus dem Jahr 1348. In: Neues Archiv der Gesellschaft für ältere deutsche Geschichtskunde, Bd. 43 (1922), S. 579–601.
- (Bearb.): Die Regesten der Herzoge von Österreich sowie Friedrichs des Schönen als deutschen Königs von 1314–1330 (= Regesta Habsburgica, Bd. 3). Wagner, Innsbruck 1923.
- (Bearb.): Die Regesten der Herzoge von Österreich 1365–1395 (= Regesta Habsburgica, Bd. 5). Böhlau, Wien 1924.
- Zwei unbekannte Register des Mainzer Rheinzolls. In: Vierteljahresschrift für Sozial- und Wirtschaftsgeschichte, Bd. 17 (1924), S. 32–53.
- Der Kampf zwischen Reichskanzlei und österreichischer Hofkanzlei um die Führung der auswärtigen Geschäfte. In: Historische Vierteljahrsschrift, Bd. 22 (1924/25), S. 279–312.
- Das Haus-, Hof- und Staatsarchiv in Wien. In: Archivalische Zeitschrift, Bd. 35 (1925), S. 134–140.
- Stadt und Markt im späteren Mittelalter. In: Zeitschrift der Savigny-Stiftung für Rechtsgeschichte. Germanistische Abteilung, Bd. 45 (1925), S. 65–82.
- Literaturberichte. IV. Deutschland. In: Archivalische Zeitschrift, Bd. 36 (1926), S. 235–288.
- Zur Geschichte der Gesandtschaftsarchive am Regensburger Reichstag. In: Archivalische Zeitschrift, Bd. 36 (1928), S. 216–220.
- Zur Geschichte des Wiener Vertrages vom 25. April 1606. In: Oswald Redlich zugeeignet anläßlich der Feier seines siebzigsten Geburtstages (= Mitteilungen des Österreichischen Instituts für Geschichtsforschung, Ergänzungsband 11). Wagner, Innsbruck 1929, S. 574–587.
- (Bearb.): Die Reichsregisterbücher Kaiser Karls V. Gerlach & Wiedling, Wien 1930.
- Die Geschichte der Deutschen Reichshofkanzlei von 1559 bis 1806 (= Inventare des Wiener Haus-, Hof- und Staatsarchivs) (Inventare österreichischer staatlicher Archive; 5/1–8). Wien 1933.
- Zur Geschichte des Archivgutschutzes in Österreich. In: Archivalische Zeitschrift, Bd. 42/43 (1934), S. 159–182
- (Mithrsg.): Gesamtinventar des Wiener Haus-, Hof- und Staatsarchivs. Bd. 1. Verlag Adolf Holzhauses Nachfolger, Wien 1936.
- (Mithrsg.): Repertorium der diplomatischen Vertreter aller Länder. Bd. 1. Stalling, Graz 1936.
- Die Reichshofratsakten zur Geschichte der deutschen Unternehmung. In: Carl Brinkmann (Hrsg.): Zur Wirtschaftsgeschichte der deutschen Unternehmung. Duncker & Humblot, Berlin 1942, S. 65–97.
- (Mithrsg.): Urkunden und Aktenstücke des Reichsarchivs Wien zur reichsrechtlichen Stellung des burgundischen Kreises. Zwei Bände. Holzhausen, Wien 1944/1945.